# Danny Sapani
Danny Sapani (nascido a 15 de Novembro de 1970) é um actor britânico com descendência ganiana.

## Vida
Sapani nasceu em Londres, um dos 6 filhos de pais imigrantes ganianos. Foi criado em Hackney, e começou a perseguir pela primeira vez o seu interesse em teatro na Weekend Arts College em Kentish Town. Treinou na Escola Central de Discurso e Drama.

## Carreira
Sapani apareceu no filme de Danny Boyle, Trance. Os seus créditos de palco incluem Joe Turner's Come and Gone de August Wilson e Radio Golf , o clássico caribeno de Errol John Moon on a Rainbow Shawl e a produção do The National Theatre de Euripides' Medea. Também actuou no filme de acção indiano de 2013, Singam II como barão de droga internacional. Os seus papéis na televisão incluem aparições em Misfits, Ultimate Force e Blackout, enquanto que as suas aparições como convidado incluem Judge John Deed e o episódio de Doctor Who "A Good Man Goes to War", como Coronel Manton. Pelas primeiras duas temporadas, Sapani faz o papel de Sembene em Penny Dreadful da Showtime.

## Filmografia

### Filmes
| Ano  | Título                 | Papel                     | Notas            |
| ---- | ---------------------- | ------------------------- | ---------------- |
| 1997 | Richard II             | Bagot                     | Filme televisivo |
| 2001 | Tip of My Tongue       | Dave's mate               | Curta metragem   |
| 2001 | Hotel                  | AJ                        |                  |
| 2002 | Pissboy                | Carl                      | Curta metragem   |
| 2002 | Anansi                 | Adolph                    |                  |
| 2003 | Song for a Raggy Boy   | Preston                   |                  |
| 2008 | The Oxford Murders     | Scott                     |                  |
| 2009 | Perfect                | Ike                       | Curta metragem   |
| 2009 | Bucco Blanco           | Zak                       | Curta metragem   |
| 2010 | The Last Jazz Musician | Van Hellier               | Curta metragem   |
| 2011 | Mercenaries            | Embaixador                |                  |
| 2011 | Shirley                | Bobo                      | Filme televisivo |
| 2011 | Documental             | Buzzy                     | Filme televisivo |
| 2012 | Hard Boiled Sweets     | Leroy                     |                  |
| 2012 | Tezz                   | Condutor de comboio David |                  |
| 2012 | Parking Wars           | Imam                      | Curta metragem   |
| 2013 | Trance                 | Nate                      |                  |
| 2013 | Singam II              | Danny                     | Filme Tamil      |

### Televisão
| Ano     | Título                  | Papel               | Notas                              |
| ------- | ----------------------- | ------------------- | ---------------------------------- |
| 1992    | The Bill                | Leon Davies         | Episódio: "Getting Through"        |
| 1993    | Between the Lines       | Steve Coogan        | Episódio: "Crack Up"               |
| 1997    | Casualty                | Walker Bennett      | Episódio: "Treasure"               |
| 1998    | Trial & Retribution     | Nicky Burton        | 2 episódios                        |
| 2000    | Fish                    | Peter Cookson       | 6 episódios                        |
| 2001    | Holby City              | Craig Sefton        | Episódio: "Family Ties"            |
| 2001    | Judge John Deed         | Johnny Latymer      | Episódio: "Appropriate Response"   |
| 2002–05 | Ultimate Force          | Cpl. Ricky Man      | 13 episódios                       |
| 2003    | Serious and Organized   | D.I. Dennis Clifton | 6 episódios                        |
| 2003    | In Deep                 | Davies              | 2 episódios                        |
| 2005    | Holby City              | Kumi Griffin        | Episódio: "Tuesday's Child"        |
| 2005    | Little Britain          | Derek               | Episódio: "#3.2"                   |
| 2006    | Blue Murder             | Gavin Busby         | Episódio: "In Deep"                |
| 2008    | The Bill                | Oscar Daniels       | 7 episódios                        |
| 2008    | Place of Execution      | Keith Slocombe      | 3 episódios                        |
| 2009–11 | Misfits                 | Tony Morecombe      | 3 episódios                        |
| 2010    | Garrow's Law            | Gustavus Vassa      | Episódio: "#2.1"                   |
| 2011    | Doctor Who              | Coronel Manton      | Episódio: "A Good Man Goes to War" |
| 2011    | Casualty                | Paul Caffrey        | Episódio: "Mea Culpa"              |
| 2011    | The Jury                | DI Scott            | Episódio: "#2.2"                   |
| 2012    | Blackout                | Detective Griffin   | 2 episódios                        |
| 2012    | The Fear                | Wes                 | 4 episódios                        |
| 2014–15 | Penny Dreadful          | Sembene             | 17 episódios                       |
| 2015    | The Bastard Executioner | Berber the Moor     | 9 episódios                        |